# Vlad Vintila da Valáquia
Vlad VII Vintila de la Slatina (antes de 23 de Abril de 1508-10 de Junho de 1535), foi Príncipe da Valáquia entre 18 de Setembro de 1532 e 10 de Junho de 1535.

## Biografia

### Primeiros anos
Desconhece-se a data de nascimento de Vlad. Era filho legítimo de Radu IV, o Grande e da esposa Catarina de Zeta. Uma outra teoria confere a Radu de Afumati a legitimidade, em troca de Vlad, que passa a ser ilegítimo. 

### Governo
Vlad VII foi colocado no trono após a morte do primo, Vlad, o Afogado, a 18 de Setembro de 1532. Ele encabeçava um partido que se opôs à poderosa família dos Craiovescu e que gozava do apoio dos boiardos da região de Buzău, entre cujas áreas estava Slatina, o que lhe deu o apelido dele.
A 6 de Janeiro de 1534, recebeu, em Bucareste, uma delegação do Patriarcado de Constantinopla, que tinha em vista a obediência da Valáquia a este último.
Vlad foi um grande benfeitor dos mosteiros de Saint Anastase, Xeropótamo, Vatopedi, Hilandar e Zografo.
Preocupado com as relações com o Imperador austríaco Fernando I, um grupo de nobres liderado pelo intendente Vaslan organiza, em Setembro de 1534 uma trama para elevar ao trono o seu irmão Radu Paisie.
Em Novembro desse ano, os conspiradores são expropriados e decapitados. Promulgou ainda medidas contra a alta aristocracia, que, aos seus olhos, teria apoiado o seu irmão. Apesar disto, faz uma aliança com Fernando I, que acabou por levá-lo à morte, a 10 de Junho de 1535, devido a um acordo entre os turcos e um apoiante de Radu Paisie, que o matou, durante uma expedição em Craiova. Vlad foi enterrado num mosteiro de Buzău.

## Casamento e descendência
Vlad casou-se pela primeira vez com Zamfira , de quem teve:
- Mircea[3] (?)

Casou-se pela segunda vez com Rada, filha de Vlaicu Jupan, de quem teve:
- Draghici [4](?)